# ショカツ
『ショカツ』は元警視庁警察官佐竹一彦著の警察小説、及びそれを原作とする関西テレビ制作の警察ドラマ。タイトルは犯罪現場を管轄する所轄警察署を略した「所轄」から。
時代は昭和期。主人公「僕」が捜査専科講習を終え、刑事としての実務研修のため派遣された城西署での1か月間をボウガン襲撃事件を軸に回想する形で物語が進む。
盗犯係に配属された主人公の指導役となるのは52歳の捜査主任、赤松作造巡査部長であることなど、その内容はドラマとは大きく異なる（角川文庫 ISBN 4-04-345105-9）。

## テレビドラマ
2000年4月11日から6月27日まで全12話放送された。
ドラマ版において、警視庁城南署を舞台にふたりの対照的な刑事がぶつかり合いながらやがて理想を同じくするまでになる姿を追う。

### 登場人物

#### 主人公
羽村斗馬
演 - 松岡昌宏
警察庁採用の係長・警部補（キャリア）。
東京大学法学部卒で国家公務員I種採用のキャリア。柔道は苦手。実務研修を名目に城南署に派遣される。現場勤務の刑事は兵隊、キャリアである自分は指揮官と思って所轄を軽視し、親が弁護士で法曹家庭に生まれていることから杓子定規な性格。組織捜査を最重視しており、現場の刑事の勘というものは一切信じず、中でも命令違反を犯して行動をとる九条とはいがみ合う。
12年後は警視庁刑事部捜査二課理事官（警視正）として活躍している。
九条彩乃
演 - 田中美佐子
警視庁城南署刑事課強行犯係主任・巡査部長（ノンキャリア）。
はみだし者であるが、かっこよさも漂わせる女性刑事。交通課・生活安全課を転々とし、巡査部長になって刑事課に異動した努力家で、勤務中でも捜査車両の中で昇試問題集を使った勉強は欠かさない。羽村とコンビを組むことに懐疑的で彼の論理を認めずそのまま受け流しているが、正義感は強い。
彩乃が重用した捜査車両「城南20」はトヨタ・キャバリエで、当時全国の警察で実際に使用されていたキャバリエの捜査車両をほぼ忠実に再現していた。

#### 警視庁城南署
鹿間義則
演 - 橋爪功
署長・警視正。
ノンキャリアであるが昔は筋金入りの名刑事でのぼりつめてきた叩き上げの人物。羽村と九条を組ませた張本人で羽村の目付け役。
鬼頭貢
演- 村田雄浩
刑事課強行犯係・巡査長。
仕事熱心で刑事課強行犯係のリーダー的存在であり強面で強気。羽村に兄貴分な接し方をするが九条とはことごとく衝突する。
曽根田
演 - 田山涼成
刑事課強行犯係長・警部補。
ごますりが特技。規律違反ばかりする九条に手を焼いている。羽村に対してはキャリアということもあり穏和に接している。
12年後には城南署の署長に出世している。
笠井恭造
演 - 田邉年秋
刑事課強行犯係・巡査部長。
仏頂面の堅物でふだんは無口だが意外と義理に熱い人情派。
沖津忠彦
演 - 佐久間哲
刑事課強行犯係・巡査。
仕事とプライベートの両立に一生懸命励んでいる若手刑事。捜査ではいつも笠井と手を組んでいる。
片岡幸男
演 - 高木将大
刑事課強行犯係・巡査。
強行犯係の中ではインテリタイプの刑事。

#### その他
椎名みつよ
演 - 高樹沙耶
科学捜査研究所技官。
九条と親しい良き理解者。白衣が似合う色っぽい女。羽村のことをハムちゃんと呼ぶ。
溝口泰次
演 - 野村宏伸
警視庁刑事部捜査一課管理官・警視（キャリア）。
徹底した合理捜査で所轄を手駒としか考えていない。所轄には厳しいがキャリア組の後輩である羽村には馴れ馴れしい。
吉武友博
演 - 須永慶
有働元
演 - 杉本哲太
元巡査部長。
九条とは昔の恋人で婚約をするほどの仲だった。押収した覚醒剤の横流しという警察不祥事のスケープゴートにされて職を追われ、失踪中。
梶真俊治
演 - 吉見一豊
タブロイド紙「三流暴露雑誌」記者。
城南署の刑事課に時々顔を出してはスクープを狙おうと躍起になり、九条に色んな事件の情報を流すなど彼女の味方になったり敵になったりする。
真喜多智恵子
演 - 島ひろ子
原作者の佐竹一彦が勤務交代時の装備点検シーンで当直責任者役として出演した回がある。着用していた出動服の階級章は佐竹の現職当時の最終階級である警部補だった。

### スタッフ
- 原作 - 佐竹一彦「ショカツ」（角川書店刊）
- 企画 - 濱星彦
- プロデューサー - 笠置高弘、小椋久雄
- 脚本 - 戸田山雅司、田辺満、高山直也、秦建日子
- 演出 - 河野圭太、都築淳一
- 音楽 - 蓜島邦明
- 主題歌 - TOKIO「愛はヌード」（ソニーレコード）
- 協力 - ベイシス、バスク、フジアール、TMCレモンスタジオ
- 制作 - 関西テレビ、共同テレビ

### サブタイトル
| 各話                                                       | 放送日  | サブタイトル                  | 脚本                | 演出     | 視聴率 |
| ---------------------------------------------------------- | ------- | ----------------------------- | ------------------- | -------- | ------ |
| File.01                                                    | 4月11日 | モミ消された事件              | 戸田山雅司          | 河野圭太 | 18.0%  |
| File.02                                                    | 4月18日 | ダマされたキャリア!           | 戸田山雅司          | 河野圭太 | 12.6%  |
| File.03                                                    | 4月25日 | ウソつきは警察の始まり!?      | 高山直也 秦建日子   | 都築淳一 | 14.1%  |
| File.04                                                    | 5月02日 | 誤認逮捕!? 仕組まれた罠を暴け | 戸田山雅司          | 河野圭太 | 13.4%  |
| File.05                                                    | 5月09日 | 痛恨の捜査ミス!? 逃げた放火魔 | 高山直也            | 都築淳一 | 12.0%  |
| File.06                                                    | 5月16日 | 託児所ジャック!! 密室の16時間 | 高山直也            | 河野圭太 | 12.3%  |
| File.07                                                    | 5月23日 | 超カリスマホストを愛した女    | 戸田山雅司 秦建日子 | 都築淳一 | 11.4%  |
| File.08                                                    | 5月30日 | 少年犯罪に隠された真実の叫び  | 戸田山雅司          | 河野圭太 | 13.5%  |
| File.09                                                    | 6月06日 | 死にたがる少女に愛された刑事  | 秦建日子            | 都築淳一 | 11.0%  |
| File.10                                                    | 6月13日 | 美少女誘拐変質者を捕まえろ!   | 鈴木勝秀 高山直也   | 河野圭太 | 11.9%  |
| File.11                                                    | 6月20日 | 巨悪の罠に嵌った女刑事を救え  | 戸田山雅司          | 都築淳一 | 12.5%  |
| File.12                                                    | 6月27日 | キャリア最後の決断!           | 戸田山雅司          | 河野圭太 | 13.0%  |
| 平均視聴率13.0% （視聴率は関東地区・ビデオリサーチ社調べ） |         |                               |                     |          |        |

- 6月27日のFile.12は、20分拡大放送。